# Schlütersche Verlagsgesellschaft

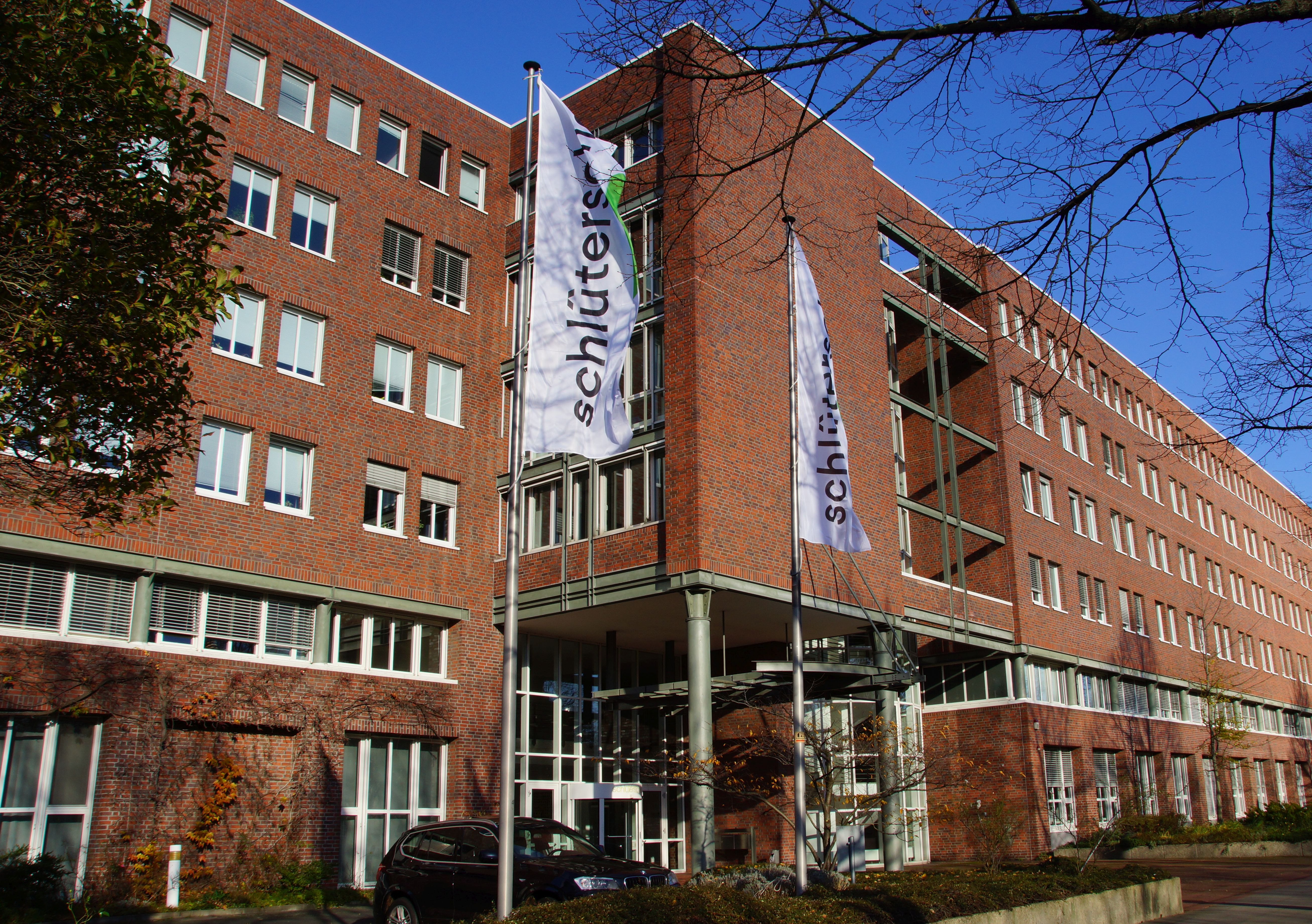
Außenansicht des Hauptsitzes der Schlüterschen in der Hans-Böckler-Allee 7 in Hannover

Die Schlütersche Verlagsgesellschaft mbH & Co. KG, kurz Schlütersche, ist ein 1747 gegründeter mittelständischer Verlag mit Hauptsitz in Hannover. Zusammen mit ihren Tochterunternehmen bildet sie die Schlütersche Mediengruppe.

## Geschichte
Am 3. Februar 1747 wurde das Unternehmen als „Landschaftliche Buchdruckerei“ gegründet. Erste Aufträge waren der Druck des „Hannoverischen Kirchen-Gesang-Buches“, des „Genesius’schen Katechismus“ und eines Kalenders. Das Evangelische Gesangbuch erscheint auch heute noch bei der Schlüterschen. 1749 wurde Heinrich Ernst Christoph Schlüter mit der Leitung der Druckerei betraut. Er und ab 1788 sein Sohn Georg Christoph Schlüter und die Nachkommen prägten das Unternehmen derart, dass es mehr und mehr synonym zum Familiennamen wurde. 1878 schließlich wurde es im Handelsregister als Schlütersche Buchdruckerei eingetragen.
1863 war das Unternehmen in den Besitz des gegründeten Hannoverschen Tageblattes gelangt, das bis 1940 im Besitz der Schlüterschen blieb.
1903 wurde der Betrieb an den Unternehmer Heinrich Ludwig Hartmann verkauft. Die Schlütersche behielt ihren Namen, obwohl sie keine Verbindung mehr mit ihren vorherigen Eigentümern hatte. 1930 erschien das erste Branchen-Fernsprechbuch für die Stadt Hannover. 1936 wandelte Heinrich Ludwig Hartmann das Unternehmen in eine Kommanditgesellschaft um.
Im Zweiten Weltkrieg wurden zahlreiche Mitarbeiter zum Kriegsdienst eingezogen. In der Nacht vom 8. auf den 9. November 1943 wurde die Schlütersche bei einem Bombenangriff komplett zerstört. Ab der Jahreswende 1943/44 organisierte Verleger Emil Engebrecht die Arbeit in seiner Wohnung neu. Die Schlütersche lagerte den Zeitungsbetrieb nach Göttingen und den Druck nach Hildesheim aus.
An dem von dem Bildhauer Karl Gundelach auf dem Stadtfriedhof Engesohde gestalteten Familiengrab um Hermann Wilhelm Schlüter ließen die Mitarbeiter der Schlüterschen nach 1945 eine Gedenktafel für die im Ersten und Zweiten Weltkrieg gefallenen Kollegen installieren.
1946 startete der Wiederaufbau des Verwaltungsgebäudes am Georgswall und des Tageblatt-Hauses. In den Nachkriegsjahren entstand die neue Schlütersche Buchdruckerei – Verlagsanstalt. 
Die Telekommunikations-Verzeichnisse entwickelten sich im Laufe des 20. Jahrhunderts zum wichtigsten Umsatzträger der Schlüterschen. Seit etwa dem Jahre 2000 gewannen digitale Angebote zunehmend an Bedeutung für den Unternehmensumsatz. Begleitend dazu baute die Schlütersche Zusatzleistungen wie Webseiten-Erstellung, Suchmaschinen- und Social-Media-Marketing sowie digitale Reichweite aus. Insgesamt betreut die Mediengruppe mehr als 70.000 Kunden bundesweit.
Inzwischen ist das Unternehmen ein Mediendienstleister unter dem Namen Schlütersche Mediengruppe mit der Mutter Schlütersche Verlagsgesellschaft mbH & Co. KG und deren Tochterunternehmen. Die Druckerei fungierte seit 2002 als rechtlich eigenständiges Unternehmen und wurde 2011 geschlossen.

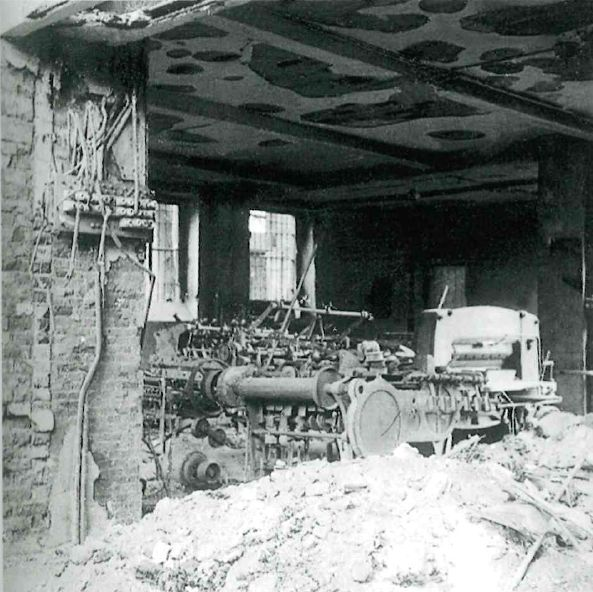
Zerstörtes Firmengebäude nach Bombenangriff im Zweiten Weltkrieg
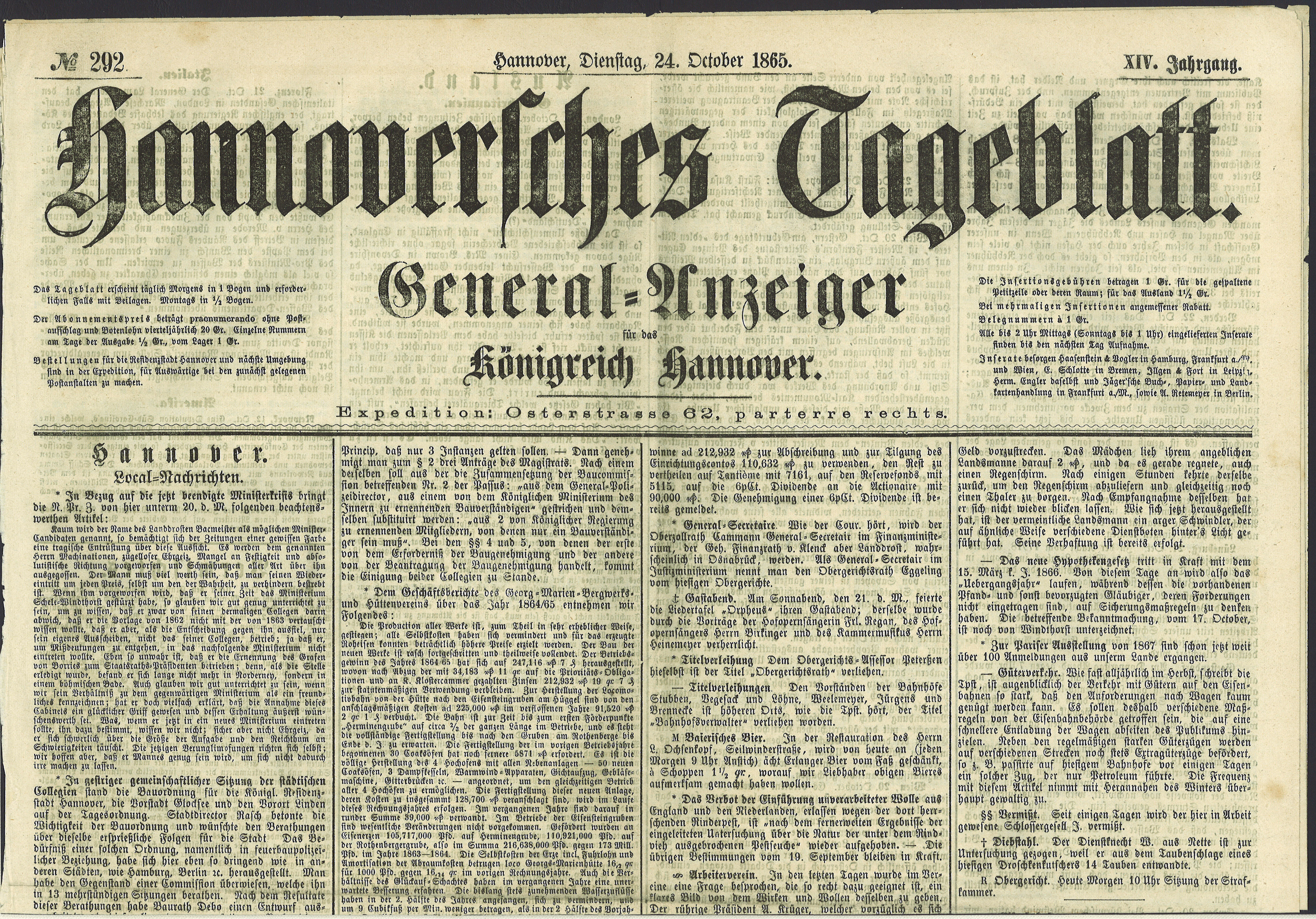
Hannoversches Tageblatt
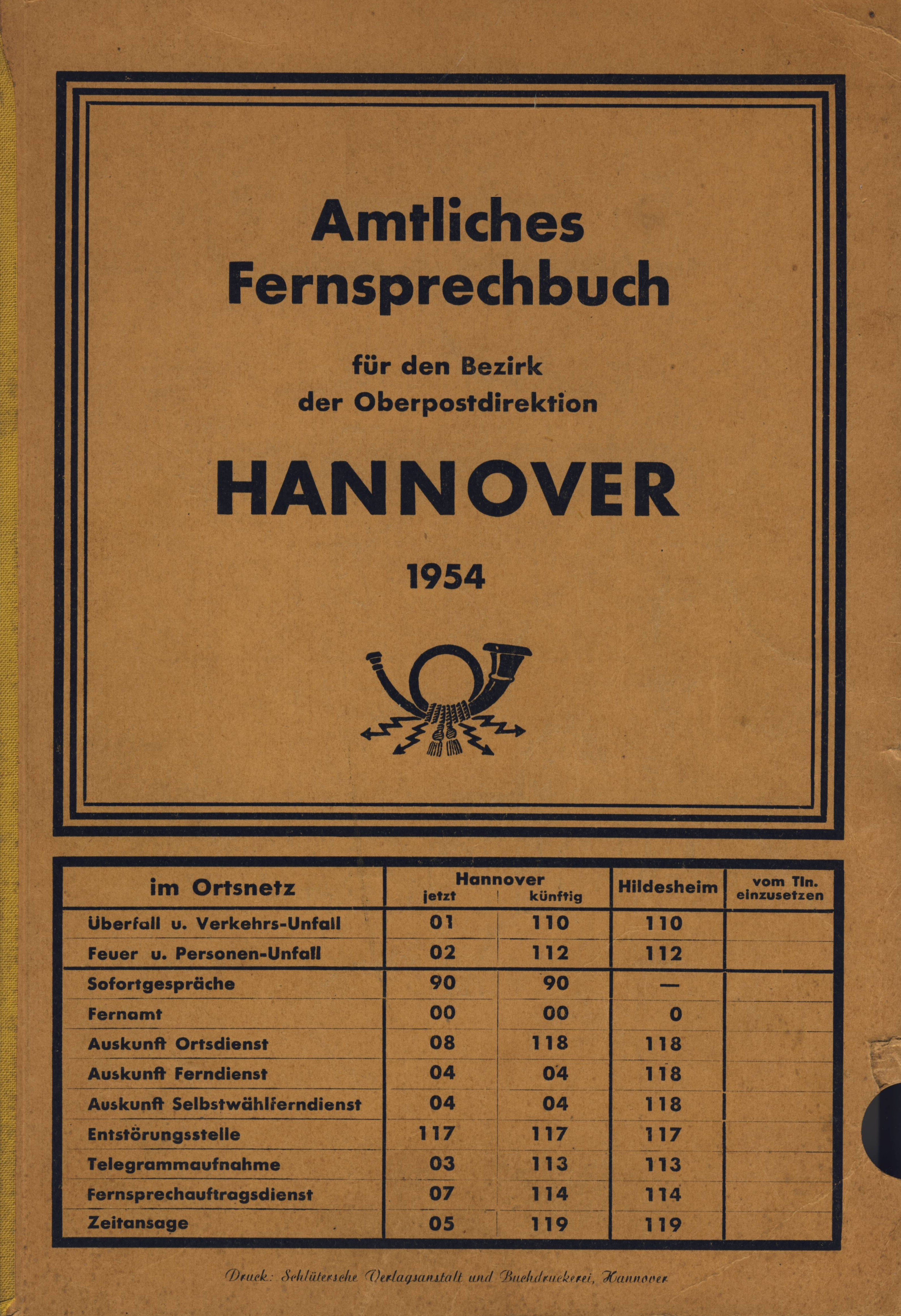
Amtliches Fernsprechbuch und Branchenverzeichnis der Oberpostdirektion Hannover, Druck durch Schlütersche Verlagsgesellschaft
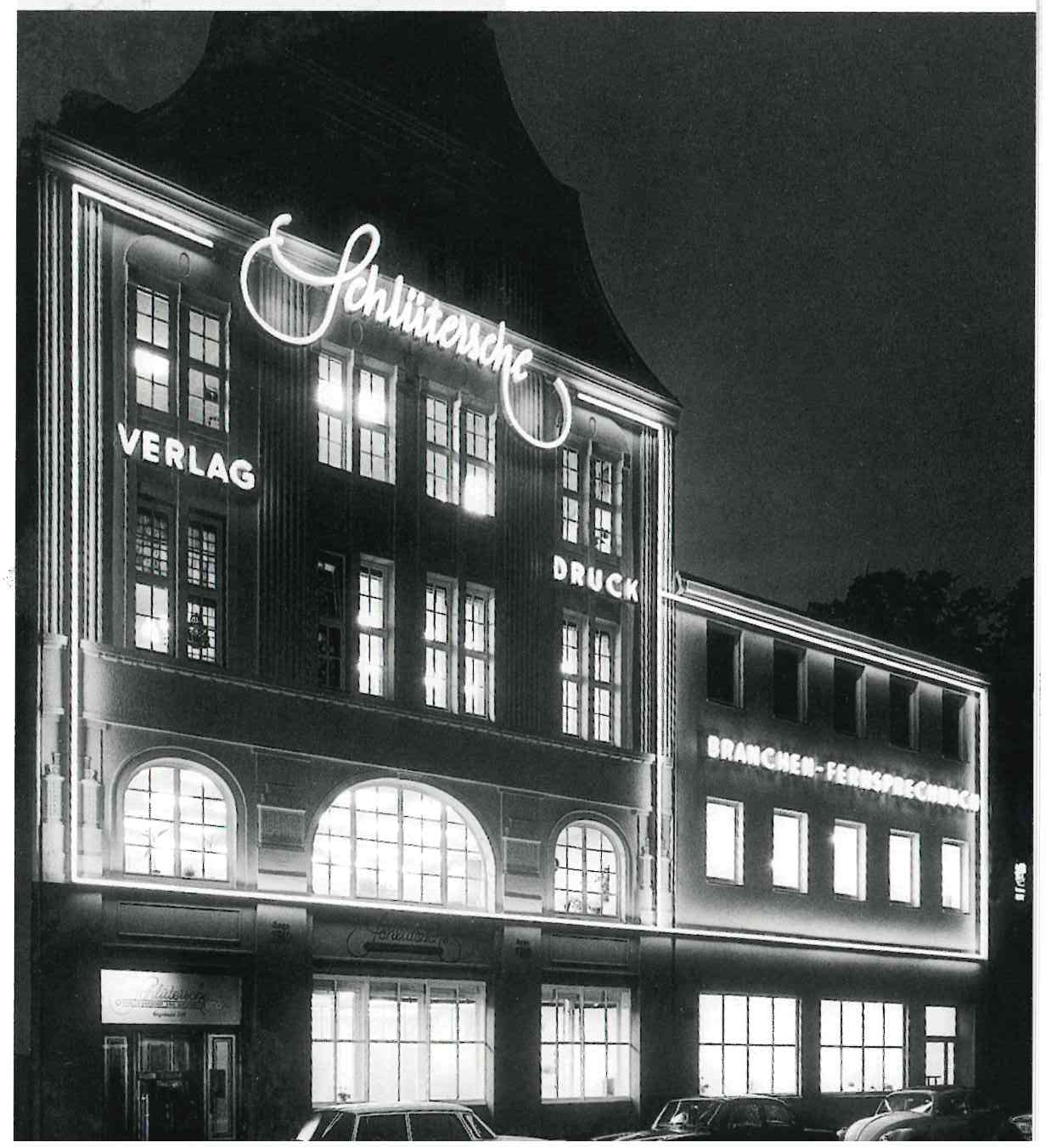
Früheres Verlagshaus der Schlüterschen am Georgswall, 1950er Jahre

## Produkte
- Fachwissen: Über 30 Fachzeitschriften (Gesamtauflage im Jahr 2020: 5,3 Millionen Exemplare), Bücher und Online-Medien in den Segmenten Handwerk, Bau, Industrie, Kfz & Mobilität, Tiergesundheit, Wirtschaft und Ausbildung. Dazu kommen die Ratgeberliteratur des Humboldt-Buchverlags und Angebote für E-Learning, Fach-Events und Branchen-Veranstaltungen.
- Marketing Services: Online-Marketing-Dienstleistungen für kleine und mittelständische Unternehmen, unter anderem Webseiten-Erstellung, SEO & SEA, Social-Media-Marketing.
- Personalmarketing & Recruiting-Services für kleine und mittelständische Unternehmen.
- Telekommunikations-Verzeichnisse, in Zusammenarbeit mit der DeTeMedien GmbH, Frankfurt am Main. Dazu gehören unter anderem Gelbe Seiten und das Telefonbuch sowie die dazugehörigen Online-Dienste.

## Beteiligungen
Das Unternehmen ist neben seinem zentralen Sitz in Hannover an den Standorten Augsburg, Bielefeld, Karlsruhe, Leipzig, Magdeburg, Würzburg, Oldenburg und Rostock vertreten. Die Beteiligungen bilden als Gesamtkonzern die Schlütersche Mediengruppe.
- adEmma GmbH
- G. Braun Telefonbuchverlage GmbH & Co. KG
- Kommunikation & Wirtschaft GmbH
- Mediengesellschaft Magdeburg mbH
- The Digital Architects GmbH
- Schlütersche Fachmedien GmbH
- Schlütersche Marketing Holding GmbH
- Schlütersche Marketing Services GmbH
- TVL Telefonbuch-Verlagsgesellschaft in Leipzig mbH